# Hans-Werner Klohe
Hans-Werner Klohe (* 11. November 1970 in Mannheim) ist ein deutscher Tänzer und Choreograph.

## Werdegang
Klohe wuchs in Landau in der Pfalz auf, wo er das Abitur am Max-Slevogt-Gymnasium erwarb. Er studierte Tanz an der Staatlichen Ballettakademie in Köln und an der Heinz-Bosl-Stiftung in München. Klohe arbeitete im Rahmen von choreografischen Research- und Coachingprojekten mit Lloyd Newson, Vera Mantero, Emio Greco und Nigel Charnock zusammen. Ebenso wirkte er als Tänzer gemeinsam mit Sasha Waltz. Neben deutschen Engagements als Tänzer war er auch an Theatern in den USA und den Niederlanden, England, Frankreich, Kanada und Ungarn tätig.

## Choreographie
Seit 2001 produzierte Klohe eigene Tanzstücke wie sein „Hugo Wolf-Projekt“. Neues Deutschland urteilte über Klohes Hugo-Wolf-Projekt: „Sein Gespür für skulpturale Bildlösungen und effektvolle Raumwirkungen überzeugt. Dabei steigt das Lied häufig aus der Enge der Körper auf, als entspringe es einem Augenblickskontakt.“ „Wolfs Lieder gewinnen, wenn der Sänger choreographisch integriert ist und mutig in Schwüngen, aufrecht oder liegend seine Stimme körperlich erschüttern lässt. So kommt der Energiefluss der Musik, die der Tanz übersetzt, zuletzt als Bewegung in der Musik wieder an. Das ist etwas, das den allerwenigsten solcher Experimente gelingt“, urteilte die Berliner Morgenpost.
Klohe verbindet tänzerische Körperarbeit mit asiatischen Meditationsformen wie bei einer Aktion am Museum für Asiatische Kunst in Berlin 2010.

## Engagements als Tänzer (Auswahl)
- 1994–1996: Ballett Theater Chemnitz
- 1996–1998: Introdans (Niederlande)
- 1998–2000: Adventures in Motion Pictures (AMP in London, New York und Los Angeles) – "Swan Lake" und „Cinderella“
- 2001: „Dumb Type“, ein Multimediaprojekt mit Ryoji Ikeda in Kyōto
- 2000–2002: Unter Joachim Schlömer am TanzTheaterBasel
- 2002–2007: Mit Sasha Waltz an der Schaubühne am Lehniner Platz in Berlin im Projekt „17-25/4“ sowie „noBody“ – Koproduktion mit dem Festival von Avignon

## Eigene Produktionen als Choreograph (Auswahl)
- 1994 „Spiegelbilder“ – Heinz-Bosl-Stiftung, München
- 1996 „nur mit wind mit zeit und mit klang“ – Theater Chemnitz
- 1998 „Fallen Angels“ – Studio Theatre Introdans, Arnheim (Niederlande)
- 2001 „zweiFall“ – Tanztage Berlin
- 2002 „Comme un caméléon sur le lit blanc“ – Dock 11 (Berlin)
- 2003 „gehthörtspricht“ – Tanztage Berlin, Sophiensaele
- 2003 „RISSE“ – Dock 11 (Berlin)
- 2004 „narziss.04“ – Tanztage Berlin
- 2004 „L.O.V.E. - Ein Spiel von Liebe und Zufall“ – Dock 11, Berlin
- 2005 „Hugo Wolf-Projekt“ – St.-Elisabeth-Kirche, Berlin
- 2006 „brinnen, Tanz und Lyrik, Ein Dialog“ – Kollegium, Budapest